# 남성의 소모성
남성의 소모성(Male expendability)은 남성의 삶이 여성의 삶보다 인구 대체에 덜 필요하기 때문에 인구에 대한 관심이 적다는 개념이다. 인류학자들은 1970년대부터 남성의 지출 가능성 개념을 연구에 사용하여 다처녀, 모계 관계, 성별 역할에 따른 분업 등을 연구해 왔다.
이 개념은 번식력의 관점에서 한 남성이 많은 암컷을 가진 자손을 임신시키거나 아버지가 될 수 있다는 생각에서 비롯되었다. 인간의 경우 번식하는 여성이 많고 번식하는 남성이 적은 인구가 번식하는 남성이 많고 번식하는 여성이 적은 인구보다 더 쉽게 성장할 수 있다는 것을 의미한다.